# Severija Janušauskaitė
Severija Janušauskaitė (Šiauliai, 22 ottobre 1981) è un'attrice lituana.

## Biografia
Dopo aver finito gli studi accademici a Vilnius, Severija iniziò ad avere alcune parti in film lituani e russi. Nel 2017 ha fatto parte del cast di Babylon Berlin. Sempre per Babylon Berlin ha cantato la sigla Zu Asche Zu Staub.

## Filmografia parziale
- Babylon Berlin – serie TV, 16 episodi (2017)
- Pattini d'argento (Serebrjanye kon'ki), regia di Michail Lokšin (2020)